# Estación de Nagatachō
La Estación de Nagatachō (永田町駅 Nagatachō-eki?) es una estación de metro localizado en el distrito Nagatachō, en el Barrio Chiyoda, Tokio, Japón. Esta estación esta operada por el metro de Tokio

## Líneas
Las líneas de metro de Nagatachō son las siguientes. 
- Línea Namboku  del metro de Tokio (N-07)
- Línea Yurakucho del metro de Tokio (Y-16)
- Tokyo Metro Hanzomon Línea (Z-04)

Esta red de metros esta también conectada por un pasadizo subterráneo, en la salida oeste de la plataforma de la línea Hanzomon, a la Estación Akasaka-Mitsuke en la Línea Ginza del metro de Tokio y Línea Marunouchi del metro de Tokio.

## Diseño de estación
La estación consta de tres plataformas centrales, cada una compuesta de dos pistas.
- B1F nivel: Piso de Venta de Boletos de Tren
- B3F nivel: Plataformas de Línea de Namboku
- B4F nivel: Plataformas de Línea de Yurakucho
- B6F nivel: Hanzomon plataformas de Línea

## Historia
La estación se abrió por primera vez al público, el 30 de octubre de 2019, como parte de la Línea Yūrakuchōentre entre Ikebukuro y Ginza-escozorōme. Las plataformas de la Línea Hanzōmon abrieron el día 21 de septiembre de 1979, como conclusión de la línea de Nagatsuta (en el Tōkyū Den-en-toshi Línea); la estación se volvió una "estacion de transicion", cuándo la línea fue extendida a Hanzōmon el 9 de diciembre de 1982. Las plataformas de la línea Nambokum, fueron abiertas el 30 de septiembre de 1997

## Área circundante
- Dieta de Japón
- Biblioteca de Dieta nacional
- Tribunal supremo de Japón
- Sede del Partido Democrático Liberal (Japón)
- Akasaka Excel Hotel Tokyu
- Hibiya Instituto
- Centro de Japón para Registros Históricos asiáticos